# Ramses (космический аппарат)
Ramses (Rapid Apophis Mission for Space Safety) — предполагаемая автоматическая межпланетная станция Европейского космического агентства к околоземному астероиду (99942) Апофис. Ожидается, что в случае одобрения Ramses будет запущен в апреле 2028 года и прибудет к Апофису в феврале 2029 года, прежде чем астероид максимально приблизится к Земле. Аппарат проведет научные исследования астероида. Ожидается, что решение об утверждении миссии будет принято на заседании Совета министров ЕКА в ноябре 2025 года. 

## Кубсаты
Ramses будет нести на своем борту два кубсата. Первый будет построен компанией Tyvak International, которая также разрабатывала кубсат для миссии Гера. Он будет нести на себе анализатор пыли и будет изучать материал, выброшенный с поверхности Апофиса, и радар, который изучит внутреннюю структуру Апофиса. 
Второй разрабатывается консорциумом во главе с компанией Emxys (Испания). Он попытается совершить посадку на Апофис. Его основная задача будет заключаться в том, чтобы получить снимки поверхности астероида с высоким разрешением с расстояния всего в несколько километров. В случае успешной посадки, второй кубсат также измерит сейсмическую активность астероида во время его пролета мимо Земли. Ранее Emxys внесла свой вклад в научный прибор GRASS, который был установлен на одном из кубсатов миссии Гера.

## Хронология сборки АМС
- В июле 2024 года программа космической безопасности ЕКА получила разрешение на начало подготовительных работ «Ramses»[1]. На подготовку проекта было выделено 1,5 миллиона евро.
- В октябре 2024 года ЕКА подписало контракт с OHB Italia SpA на предварительную работу над миссией[6].
- В марте 2025 года ЕКА выбрало первый из двух кубсатов для полета на борту Ramses. В то время команда миссии рассматривала вопрос о том, сможет ли второй кубсат стать посадочным модулем, который приземлится на Апофисе.
- В апреле 2025 года ЕКА выбрало испанскую компанию Emxys для создания второго кубсата, предназначенного для посадки на Апофис, и GomSpace (Дания) для обеспечения системной инженерной поддержки проекта посадочного модуля[7].